# Ficus preussii
Ficus preussii är en mullbärsväxtart som beskrevs av Otto Warburg. Ficus preussii ingår i släktet fikonsläktet, och familjen mullbärsväxter. Inga underarter finns listade i Catalogue of Life.